# Emil Adamič
Emil Adamič, slovenski skladatelj, dirigent, publicist in kritik, * 25. december 1877, Dobrova pri Ljubljani, † 6. december 1936, Ljubljana.
Rodil se je očetu Avguštinu in materi Katarini (roj. Brus). Brat mu je bil filmski režiser in scenarist Ernest Adamič.
Adamič je bil izjemno plodovit skladatelj, avtor več kot 1000 glasbenih del, večinoma zborovskih. Med letoma 1915 in 1920 je bil vojni ujetnik v Taškentu, kasneje gimnazijski učitelj glasbe v Ljubljani. Njegova glasba stilno prehaja od romantike in neoromantike k impresionizmu in celo ekspresionizmu. Njegovo obširno biografijo z družinskim rodovnikom je napisal skladatelj Lucijan Marija Škerjanc.
Kot skladatelj je pisal predvsem zborovsko glasbo, ki je bila na visoki ravni. Po njem se že od leta 1925 imenuje učiteljski pevski zbor Slovenije. Emil je bil stric skladatelja Bojana Adamiča.

## Seznam najpomembnejših del

### Orkestrska dela
Preludio di una commedia (1912)
Otroška suita (1913)
Tri turkestanske ljubavne pesmi (1917)
Tatarska suita (1918)
Iz moje mladosti (1922)
Scherzo (1922)
Ljubljanski akvareli (1925)
Koroška suita (1936)
Tri skladbe za godalni orkester (1936)

### Komorna dela
Rêverie (1912; za rog solo, 2 flavti, 2 oboi, 2 klarineta in 2 fagota)
Sonatina in modo classico (1916; za flavto in violino z godalnim kvartetom ali godalnim orkestrom brez kontrabasov)

### Klavirska dela
Spominski listi, op. 2, št. 1‒5, (1902‒4)
Nekdaj je bil… (1903)
Prvi sneg (1906)
Zjutraj (1906)
Štirje otroški plesi (1928)
Poletni dan male Vukice; otroška suita, po prvi svetovni vojni

### Mešani zbor
Lipa (1901)
Pri zibeli (1906)
V snegu (1906)
Pusto je (1911)
Bela breza se zdramila (1912)
Viola (1923)
Lepa Vida (1924)
Svatovske pesmi (1925)
Vragova nevesta (1925)
Kresovale tri devojke (1925)
Ciganska posmehulja (1926)
Umirajoča! (1927)
Šaljivke (1929)
Tri duhovne pesmi (1929)
Mlad junak po vasi jezdi (1929)
Pet mešanih zborov (1929)
Trije mešani zbori (1932)
Smrt carja Samuela (1934)

### Moški zbor
Zapuščena (1901)
Kazen (1904)
Franica (1906)
Kmečka pesem (1908)
Vasovalec (1911)
Kregata se baba in devojka (1912)
Krški zvonovi (1925)
Kadar vstanemo (1927)
Igra na nebu (1928)
Regiment po cesti gre (1929)
Tri Jenkove pesmi (1932)
Eno pesem pojmo mi (1935)

### Ženski zbor
Kata; štiri belokranjske pesmi (po 1925)
Šest narodnih pesmi za ženski zbor (1932)
Da b'biva liepa ura (1947)
Mir, Zdaj vem, Od kod znam ljubiti (1951)

### Otroški in mladinski zbor
Mladinske pesmi (1922)
Otroške pesmi (1924)
Slovenske narodne pesmi (1927; za otroški in mladinski zbor)
Troglasni mladinski zbor (1928; mladinski zbor)
Album za mlade pevce I, II, III (1930, 1931, 1945; za otroški in mladinski zbor)
Enoglasne otroške pesmi (1933/34 za otroški zbor)
Mladinske ljudske pesmi (1933/34 za mladinski zbor)

### Samospevi in dvospevi
Pa ne pojdem prek poljan (1903)
Pri zibeli (1906)
Kot iz tihe zabljene kapele (1910)
Kje si, draga, da te ni? (1914)
Nočne pesmi (1921)
Pet ženskih dvospevov (1922)